# Château du Palagio
Le Château du Palagio (en italien : Castello il Palagio), est un château néogothique situé à Mercatale in Val di Pesa dans la commune de San Casciano in Val di Pesa (ville métropolitaine de Florence) en Toscane.

## Historique
Le château appartenait à la famille Canigiani (it) et est connu depuis 1252, selon certains manuscrits anciens qui le mentionnent et qui sont conservés dans la proche Badia di Passignano.
Cette forteresse a été marquée, au fil des siècles, par une série d'incursions auxquelles elle a toujours résisté. En 1320, le château fut agrandi pour atteindre des dimensions plus grandes que celles actuelles. À la fin du XVIIe siècle, elle fut vendue aux barons Miniati, puis aux marquis Goretti Miniati, qui la transformèrent en villa, l'enrichissant d'œuvres d'art.
Pendant la Seconde Guerre mondiale, la villa fut saisie par l'armée nazie, qui chassa ses propriétaires et elle subit de violents bombardements.

## Description
Ce que reste du château est le résultat d'une restauration commencée en 1910 par l'architecte Giuseppe Castellucci, sous la direction avisée du marquis Ugo Goretti Miniati, alors propriétaire. L'architecte Castellucci, suivant la mode de l'époque, réinventa pratiquement le château dans un style néo-médiéval.
La structure s'articule autour de la tour au crénelage de style guelfe et de la belle cour centrale surplombée d'une loggia couverte.
Aujourd'hui, le château appartient à la famille Lapi, une ancienne famille florentine (qui comprenait également l'architecte Filippo Brunelleschi, fils de Brunellesco Lapi) qui s'occupe d'une nouvelle restauration soignée.

## Galerie

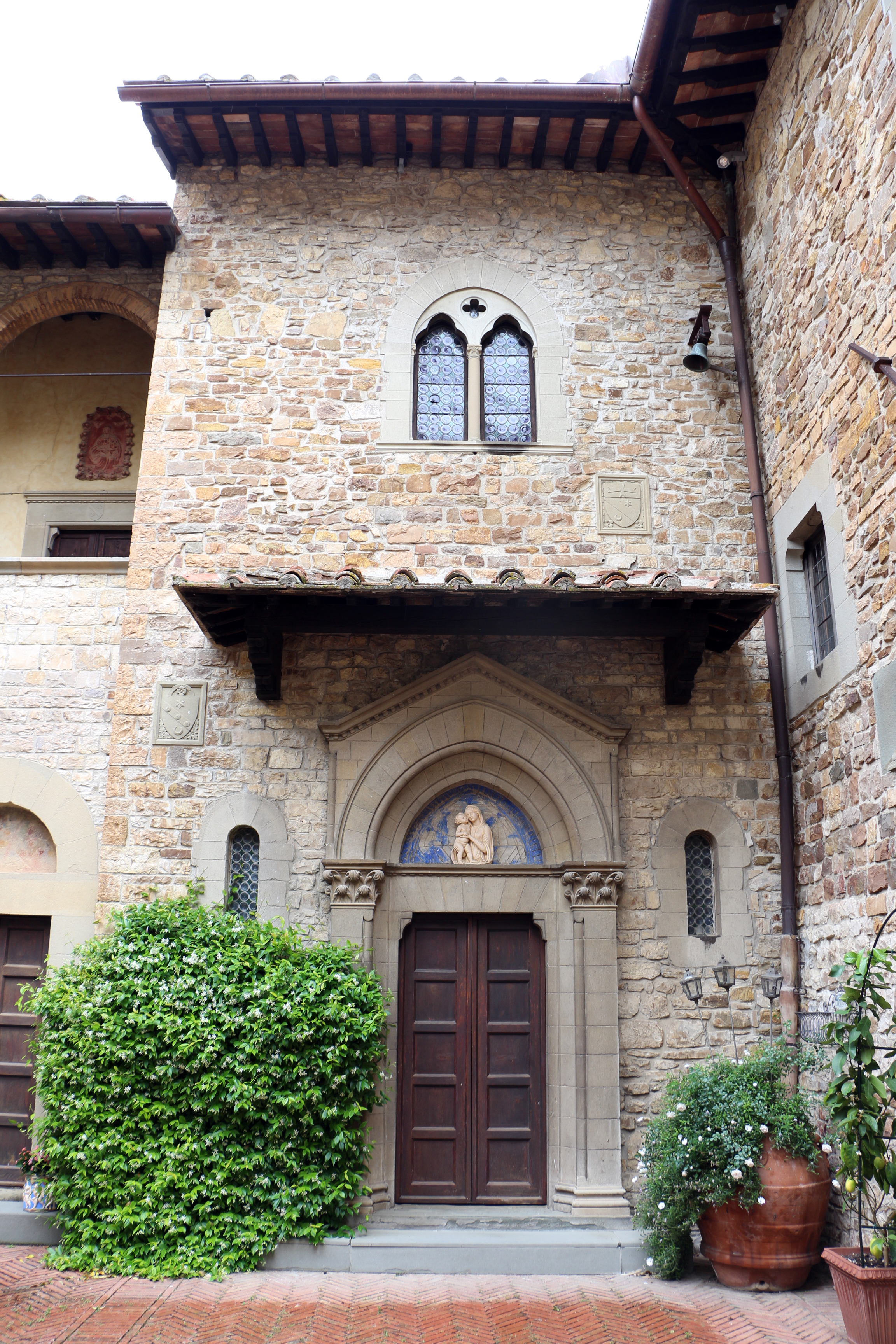
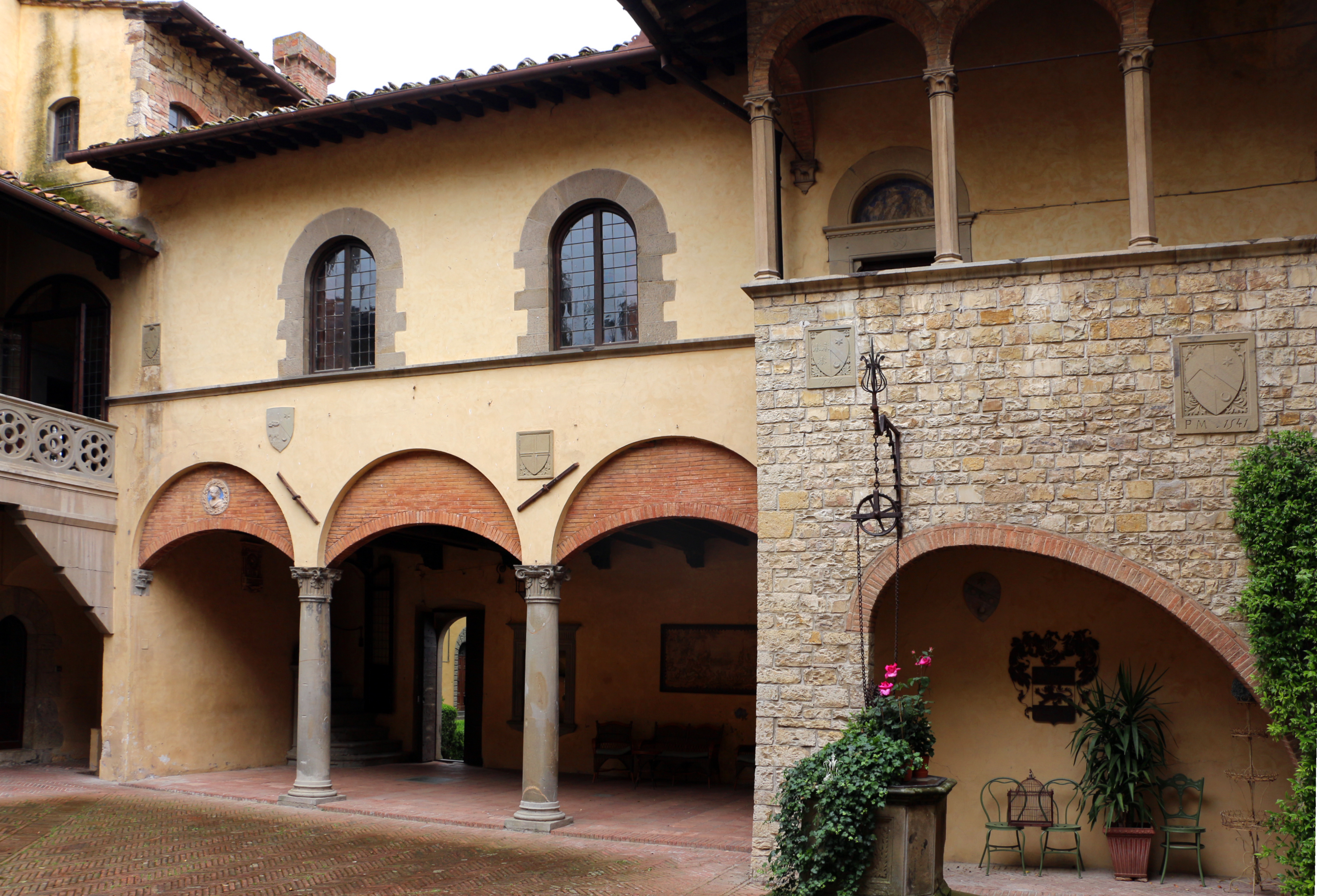
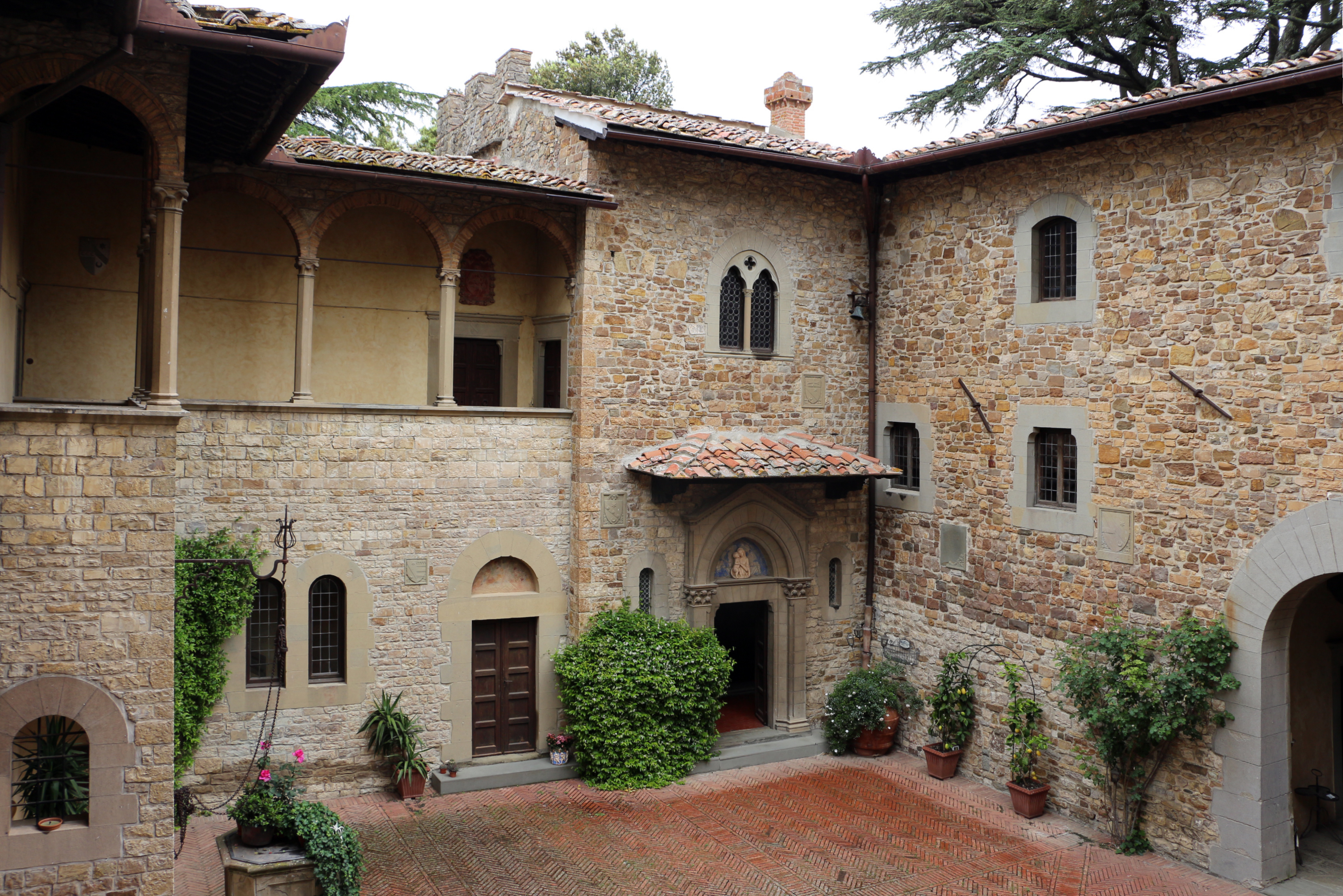
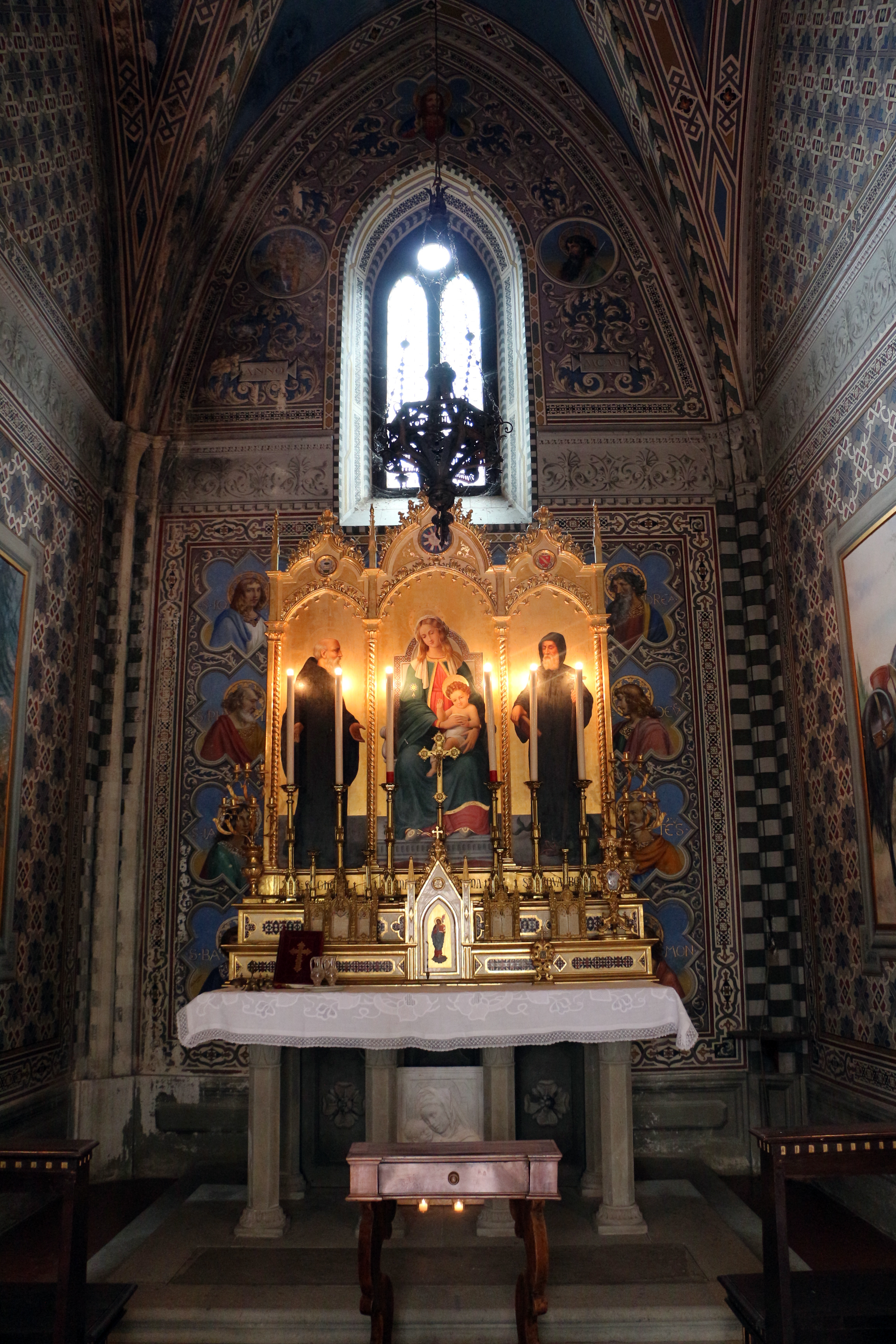